# النساء في الأسطول البحري للولايات المتحدة

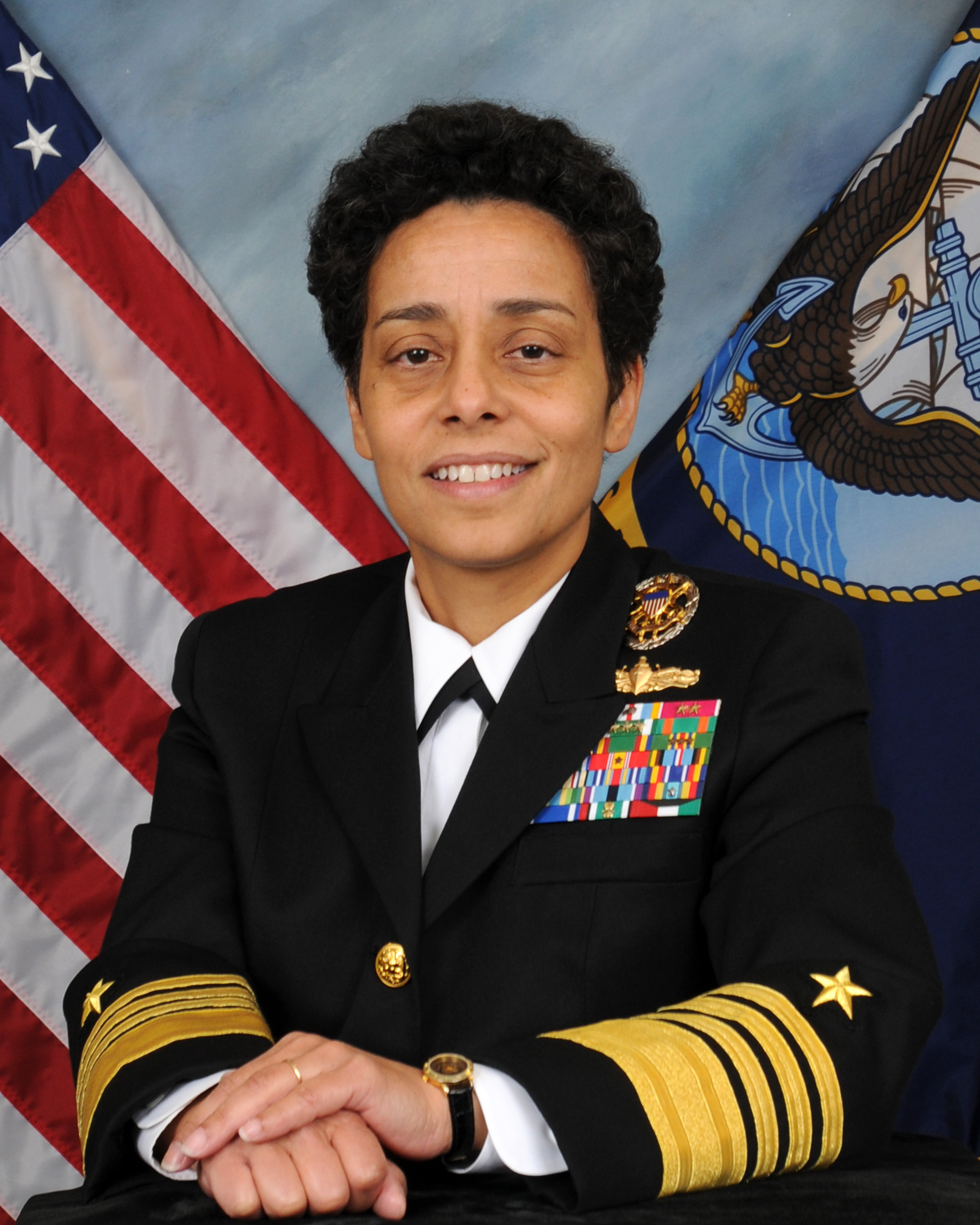
أمير البحار (رتبة أميرال) ميشيل هاوارد وهي أول امرأة من أصل أفريقي تصل إلى رتبة اميرال بأربع نجوم فيقوات جيش البحرية الأمريكية.

لقد عملن النساء فيالأسطول البحري الأمريكي لأكثر من قرن. واليوم، تعمل أكثر من 52,391 امرأة في الخدمة الفعلية في النظام التقليدي للبحرية (مثل النظام الإداري، الطبي، إلى اخره) والمهن الغير التقليدية (مثل الملاحة الجوية، أنظمة القتال، إلى آخره). ومثل نظرائهن من الذكور، يتوقع من البحارة الأناث أن يلتزمن بالوائح المحددة بالمظهر والتبرج والصحة واللياقة البدنية، ولكن بعض الاختلافات موجودة على سبيل المثال في اختبارات اللياقة البدنية بسبب الأداء وفيما يتعلق ببنود الحمل والأمومة التي تم إنشاؤها لمساعدة ودعم عائلات العسكريين.

## التاريخ

### مرحلة ماقبل الحرب العالمية الأولى
لقد عملن النساء كممرضات للقوات البحرية في وقت مبكر وذلك منذالحرب الأهلية الأمريكية. كما تأسسفيلق ممرضات الأسطول البحري للولايات المتحدة الأمريكية رسميا عام 1908 ميلادي حيث كانوا جميع اعضائه أناث حتى عام 1965ميلادي. وبعد تأسيس فيلق ممرضات البحرية الأمريكية في عام 1908 ميلادي وذلك بناء على طلب مجلس النواب الأمريكي تم أختيار عشرين امرأة كالأعضاء الآوائل وتم تعينهن في مستشفى كلية الطب البحرية في واشنطن دي سي. ومع ذلك لم تمنح البحرية للنساء اية غرف أو اية مجالس لهن، ولذلك لقد أجرنا الممرضات بيوتهن وووفرنا وجبات الطعام بأنفسهن. عرفنا الممرضات بذلك الوقت بأسم «العشرون المكرسات» وذلك لأنهن أول النساء اللآتي خدمنا رسميا كعضوات للأسطول البحري. «العشرون المكرسات» هن ميري دي بوس، واده بندلتون، واليزبيث هيويت، وديلا نايت، وجوزفين باتريس بومان , ولينه اتش ساتكيلف هيقبي , واستير فورهيسن حسون، وكما أن أول مشرفات فيلق ممرضات البحرية منعام 1908إلى عام1911 مارثا برينغل، وإليزابيث ويلز، وكلير إل دي سيو، واليزابيث يونهارت، واستل هايني، واثيل بارسونز، وفلورنسا تي، وميلبورن، وبونيفاس تي، وسمول، وفيكتوريا وايت، وإيزابيل روز روي، ومارغريت دي موراي، وسارة ماير، وسارة كوكس.وقد توسع فيلق ممرضات البحرية عشيةالحرب العالمية الأولى ليشمل على 160عضو. وشهد فيلق ممرضات البحرية أول خدمة له على متن سفينة ماي فلور ودولفين حيث خدموا لعدة شهور في عام 1913 ميلادي.

### الحرب العالمية الأولى
مساندة للحرب العالمية الأولى أزداد حجم الأسطول البحري للولايات المتحدة الأمريكية وذلك بسبب زيادة الحاجة للدعم المكتبي والأداري. سمح قانون الأحتياط البحري للولايات المتحدة لعام 1916بتجنيد «الأشخاص» المؤهلين للخدمة، كما قد سأل أمين عام الأسطول البحري جوزيف دانييل "إذ كان هنالك أية قانون يقول أنضابط البحرية يجب أن يكون رجلا؟"ولقد تمت أجابته على سؤاله بأنه ليس من اللازم أن يكون رجلا. وبالتالي، عين الأسطول البحري أول بحارة أنثى في أحتياطي الأسطول البحري الولايات المتحدة. وأول امرأة جندت في بحرية الولايات المتحدة هي لوريتا والش في 17 مارس/ أذار عام 1917 ميلادي. ولقد كانت لوريتا أول أمريكية في الخدمة الفعلية للبحرية النسائية، وأول من سمح لها أن تخدم كأمرأة في أي من القوات المسلحة للولايات المتحدة، كما خدمت في المجالات الأخرى ولم تخدم فقط كممرضة. ولقد أصبحت والش في وقت لاحق أول ضابط صف بحري امرأة في الأسطول البحري للولايات المتحدة حتى أنهاأدت اليمين لرتبة رئيس ضابط بحري في 12 مارس/ أذار عام 1917. وخلال الحرب العالمية الأولى خدمنا عضوات البحرية النساء في جميع انحاء الولايات المتحدة وفرنسا وغوام وهاواي وخدمنا كضابط حربي (اف) وكما خدمنا أيضا كمشغلات اجهزة الراديو، وكالكهربائيات، وكرسامات وكالصيادلايات، وكمصورات، وكعاملات برقيات، وكخبيرات بصمات، وككيميائيات، وكمجمعات طوربيد، وكمصمات تموية. وايضا العديد من النساء ذوات البشرة السوداء خدمنا كضباط بحرييين رتبة (اف) وأول النساء ذوات البشرة السوداء الاتي خدمنا كعضوات مجندات في القوات المسلحة الأمريكية، كنا 16 امرأة برتبة ضابط بحري (اف) – كما أن العدد أرتفع ليشمل على 24 امرأة - وهؤلاء النساء من بعض «عائلات طبقة النخبة ذو البشرة السوداء في واشنطن» والذين «عملوا في قسم دفتر البحارة في الترسانة البحرية في واشنطن...» ولقد تم تسريح جميع النساء من الخدمة الفعلية بعد انتهاء الحرب العالمية الأولى.

### الحرب العالمي الثانية
مرة أخرى ظهرت الحاجة لموظفين أضافيين وذلك خلالالحرب العالمية الثانية.ولكن هذه المرة نظم الأسطول البحري تجنيد النساء إلى أحتياطي النساء المستقل، ولقد تم أيضا تعيين النساء في خدمة الطوارئ التطوعية (أمواج). خدمت الأمواج في العديد من الأماكن في جميع أنحاء الولايات المتحدة وهاواي. انظر إلى الأمواج.
أسرت اليابان مجموعتين من ممرضات الأسطول البحري في الحرب العالمية الثانية.ولقد تم أسر أيضا رئيسة التمريض ماريون أولدز والممرضات ليونا جاكسون، ولورين كريستيانسن، وفيرجينيا فوقرتري، ودوريس أيتر حيث تم أسرهم في غوام وذلك بعد فترة وجيزة من هجوم بيرل هاربُر-أي ميناء اللؤلؤ وهو ميناء وقاعدة عسكرية - ومن ثم نقلوا لليابان. في شهر أغسطس/أب عام 1942 تمت أعادة الممرضات إلى وطنهن، على الرغم من أن الصحيفة لم تعرف الممرضات كعضوات من ممرضات الأسطول البحري. وتم القبض على بعض من «ملائكة باتان» - ممرضات من الأسطول البحري- وهن رئيسة الممرضات لورا كوب وممرضات من طاقمها وهن ماري تشابمان، وبيرثا إيفانز، وهيلين جورزلنسكي، وماري هارينغتون، ومارغريت ناش، وغولدي اوهافر، والدين بيج، وسوزي بيتشر، ودوروثي ستيل وجيم، وإدوينا تود في عام 1942, وتم سجنهن في معتقل لوس بانوس , حيث استمرنا بالعمل كوحدة تمريض، حتى انقذتهن القوات الأمريكية في عام 1945, وقالوا بعض سجناء معتقل لوس بانوس لاحقا: «نحن واثقون من انه كان من الممكن أن يموت الكثير منا، الذين على قيد الحياة الآن بفضل هؤلاء الممرضات.» ومنح الجيش وسام النجمة البرونزية لهؤلاء الممرضات، ومنحت البحرية وشارة وحدة الجيش المتميزة وهي الجائزة الثانية لهن. أصبحت آن أغنيس بيرنتاتيس -واحدة من ملائكة باتان، وأسيرة للحرب، وأيضا كانت واحدة من آواخر الفارين من جزيرة كوريجدورمن خلال طريق يو اس اس سبيارفيش-أول أمريكية تحصل على وسام الاستحقاق عند عودتها للولايات المتحدة. 

### حقبة الحرب الكورية
تم أستدعاء أحتياط الأسطول البحري النسائي للعمل جنبا إلى جنب مع نظرائهن من الرجال خلال حقبة الحرب الكورية. 

### حقبة الحرب الفيتنامية
وخدمنا الممرضات خارج البلاد على متن سفينة مستشفى يو اس اس الرحمة.كماخدمنا تسع نساء ليسنا ممرضات للأسطول البحري في البلاد. ومع ذلك، لم يتم السماح لأي امرأة أن تجند في الأسطول البحري. 

## النساء في الأسطول البحري منذ 1970 ميلادي

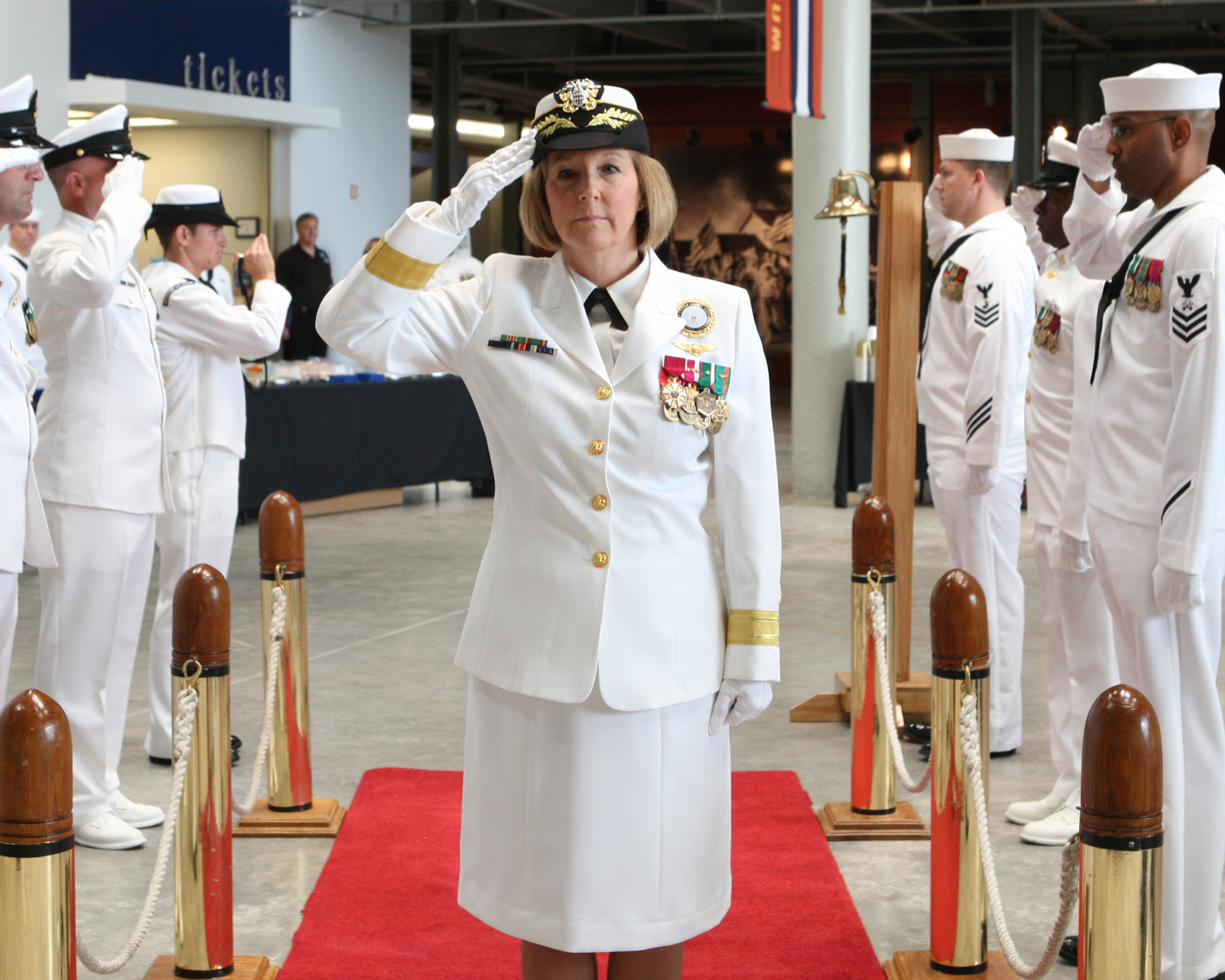
أميرال البحرية الأمريكية وقائد قيادة البحرية لتجنيد روبن بروان.

حدثت العديد من التغيرات في الأسطول البحري النسائي في القرن 1970. وأصبحت ألين ديورك أول امرأة برتبة أميرال في الأسطول البحري في عام 1972.كما أصبحت رادم فران ماكي أول امرأة برتبة ملازم أول غير مقيد حيث عينت على رتبة العلم. أصدر القاضي جون سيركا قانون في عام1978 منع النساء بالبحرية من السفن الغير قانوينة في حالة أوينز براون.وفي ذلك العام، وافق مجلس الكونغرس بتغيير عنوان المسح الجيوديكي 10 للقسم 6015 وذلك بالسماح للأسطول البحري بتعيين النساء ليستوفي الأحتياج الوظيفي البحري في السفن الداعمة وو الغير حربية. وبدأن النساء خلال القرن 1970بدخول مجالات حرب سطح الماء والملاحة الجوية، والأنضمام لبرامج الضابط المفتوحة سابقا للرجال فقط، وأيضا الكشف عن فرص القيادة على الشاطئ. 
و صرح وزير الدفاع أش كارتر في ديسمبر / كانون الأول 2015 بأن جميع الوظائف القتالية سوف تبدأ بفتح أبوابها لتوظيف النساء في عام 2016. كما أعتمد أِش كارتر الخطط النهائية لفروع الخدمة العسكرية وقيادة العمليات الخاصة الأمريكية في مارس/أذار عام 2016 وذلك بفتح جميع الوظائف القتالية لنساء وواعطاء الأذن للجيش لبدء أدخال الجنود الأناث المقاتلات «على الفور.» 

### الملاحة الجوية
علنأمين عام الأسطول البحري في عام 1973بأعطاء الأذن للملاحة الجوية والسماح بتدريب النساء. وأول امرأة أختيرت لتتدرب على الطيران هي جوديث نيوفير برتبة ملازم أول (LTJG). وأصبح الأسطول البحري في عام 1974أول منشأة تخرج امرأة برتبة طيار للخدمة وهي باربرا الين رايني، وتلنها زميلاتها جودث نيوفير، وأنا ماري فوكوا، وروزماري براينت مارينر، وجين اودايا، وجولين دراق.
كما أفتتحبرنامج ضابط الطيران البحري (NFO) للنساءوفي عام 1979. حيث أصبحت لين سبريل أول امرأة برتبة ملاح جوي في الأسطول البحري تحصل على مؤهل الناقل في عام 1979.

### المنافع
كانتقضية فرونتيرضد وريتشيرد، 411 الولايات المتحدة الأمريكية 677 (عام 1973) قضية المحكمة العليا التاريخية والتي اقرت أن المنافع التي يعطيها الجيش لعائلة الأعضاء الذين يخدمون في الجيش لن تتغير أو لن تعطي بشكل مختلف بسبب جنس العضو.

### الأنضمام لبرامج الضباط
أفتتحفيلق تدريب ضباط الاحتياط (ROTC) للنساءفي عام 1972، وانتدبت أول امرأة من برنامج تدريب ضباط الاحتياط في عام 1974. تم فصل فيلق تدريب ضباط الاحتياط في البحرية ومدرسة ضباط النساء (WOS)، ومدرسةنيوبورت، وار أي، ومدرسة ار أي في عام 1973، وتم دمج مدرسة مرشح ضابط التدريب (OCS) لدعم الرجال والنساء كما وافقتالأكاديمية البحرية الأمريكية جنبا ألى جنب مع الأكاديميات العسكرية الأخرى على أدخال النساء في عام 1976, وكلفت أول هؤلاء الخريجات بالعمل في الخدمة في عام 1980. كما بدأن النساء أيضا بحظورمدرسة مرشح ضابط الطيران (AOCS) في عام 1976.

### الغواصات
علنت وزارة البحرية في29 نيسان/أبريل عام 2010بأعطاء الأذن لتغيير السياسة والسماح للنساء ببدأ الخدمة على متن الغوصات البحرية. وتم وضع السياسة والخطة الجديدة لبدء أنظمام الضباط النساء للغواصات. وتم تقرير دخول مجموعة تصل إلى 24 ضابط امرأة (ثلاثة ضباط في كل ثمانية فرق مختلفة) على خط الأنابيب لتدريب الغواصات النووية القياسية في يوليو عام 2010 - ومن المتوقع أن يقدم تقرير إلى واجب الغواصة في أوخر عام 2011 أو في بداية عام 2012.من المتوقع أيضا أن تبدأ النساء المجندات بعد ذلك بوقت قصيربالانضمام إلى طاقم الغواصة.
حيث تم أختيار أول المرشحات المؤهلات تأهيلاً عاليا لشغل رتبة ضابط غواصة نسائي من مصادر برامج الأنضمام التي تشتمل علىالأكاديمية البحرية، و فيلق تدريب ضباط الأحتياط البحري , وبرنامج أس تي أي-21 ومدرسة مرشح الضابط مع احتمال نقل أعضاء مصادر الانضمام الأخرى من جماعة ملازم أول غير مقيد.و أيضا توقع أن مجموعة تصل إلى ثمانية نساء من ضباط فيلق الأمداد أن يستكملوا التدريب اللازم ويبدو في خدمة الغواصة في نفس الأطار الزمني.
و أولى مهمات أعضاء طاقم الغواصة النساء هي الخدمة في الطواقم الزرقاء والذهبية من غواصات الصواريخ الموجهة المختارة (SSGNs) وغواصات الصواريخ البالستية (SSBNs). وخدمة غواصتين من كلا النوعين كسفن أفتتاحية.
و أنهت أول مجموعة من أعضاء طاقم الغواصة الأمريكية النساء مدرسة الطاقة النووية وذكر رسميا أن على متنها غواصتين لصاروخين بلاستيين وصاروخين موجهين في نوفمبر/ تشرين الثاني لعام 2011.
وفي عام 2012, تم أعلان أن عام 2013 سيكون أول سنة يخدمنا فيها النساء على الغواصات الهجومية للولايات المتحدة الأمريكية.
وأصبحت سفينة ولاية أوهايوالأمم المتحدة المستندة إلى البحار (SSGN 726) وفي 22 يونيو/ حزيران 2012 أول امرأة ضابط أمدادات مؤهلة في الغواصات الأمريكية.وتلقت الملازم بريتا كرستيانسون من طاقم الذهب في ولاية أوهايو فيلق غواصتها للأمداد «الدلافين» من الضابط وقائد طاقم الذهب، حيث تلقتها من هوالنقيب رودني ميلز خلال مراسم قصيرة في حوض بناء السفن البحرية ومرفق الصيانة المتوسطة في بوجيه ساوند (وتلك المراسم للحزب السوري القومي الأجتماعي وصندوق النقد الدولي).
و أصبح ثلاثة بحارة نساء مستندات لسفينة ولاية ماين للامم المتحدة (SSBN 741) ويو اس اس وايومنغ (SSBN 742) في 5 ديسمبر/كانون الأول عام 2012 أول النساء الأتي يحصلن على رتبة ملازم أول غير مقيد مؤهل في الغواصات الأمريكية.و اسناد إلى كلا من مارك ليفيك، وهومواطن من فورتكولينز، كولورادو، المخصصة لطاقم الذهب وايومنغ، والملازم أمبر كوان والملازم الأول جنيفر نونان [ جامعة كورنيل لتدريب ضباط الاحتياط ] وهو مواطن من شيتويت أم أي، إلى أن كلا من الطاقم الأزرق لولاية ماين تلقواغواصتهم (الدلافين) خلال احتفالات منفصلة في قاعدة الغوصات البحرية لخليج الملوك، وجورجيا، والقاعدة البحرية كيتساب-بانجور، وواش.
قال الامين العام للبحرية راي مابوس: في عام 2013 أن أول النساء الأتي تم أختيارهن للأنضمام إلى فئة غواصات ولاية فرجينيا الهجومية وقد تم تكليف ضباط نساء حديثا لأنه من المقرر تقديم التقرير لغواصتهن في السنة المالية 2015.

### حرب سطح الماء
تم بدأ برنامج الطيار في عام 1972لمهمة الضباط والنساء المجندات على متن سفن الولاية المتحدة يو اس اس ملاذ (AH-17). وأقر مجلس الكونقرس في عام 1978 على تغييرعنوان10 جامعة كاليفورنيا الجنوبية لقسم 6015 والسماح للبحرية بتعيين النساء واستيفاء منازل فارغ الواجب البحري في سفن الدعم والسفن الغير حربية. وايضا تم أفتتاح منظمة حرب سطح الماءللنساء.وحصلت أول امرأة في عام 1979 على مؤهل رتبة ضابط الحرب سطح الماء (SWO).

## الجدول الزمني للنساء في القوات البحرية للولايات المتحدة
| السنة | الحدث |
| ----- | --- |
| 1908  | تم تأسيس فيلق ممرضات البحرية. كما أنه كان جميع الطاقم نساء حتى عام 1965. |
| 1917  | أعلن وزيرالبحريةجوزيف دانييل أن البحرية ستبدأ بتجنيدالنساءفي 17 آذار/ مارس. |
| 1917  | أصبحتلوريتا والش أول مرأة يتم تجنديها في البحرية 17 مارس/ أذار. |
| 1942  | وقع الرئيس فرانكلين روزفلت قانون عام 689حيث أنشاء برنامج أحتياطي نساء البحرية في 30 يوليو/ تموز 1942. |
| 1942  | أصبحتميلديرد مكافي أول قائد وملازم أول ومدير للأمواج، وأول امرأة تحصل على رتبة ملازم أول في البحرية. |
| 1944  | تم تكليف كلا من الملازم الأول هاريت إيدا بيكنس وأنساين فرانسيس ويلز كأول امرأتين برتبة ضباط بحرية من أصل إفريقي. |
| 1944  | أصبحت سو ديزاير أول امرأة برتبة عقيد في فيلق ممرضات البحرية. |
| 1948  | تم تكليف أول ثمانية نساء في البحرية في 15 أكتوبر/ تشرين الأول عام 1948, وهؤلاء النساء هن: جوي برايت هانكوك , وينيفرد كوك كولينز , وأن كنج، وفرانسيس يلوبي، ودوريس كرانمور، ودوريس ديفينديرفير، وبيتي راي تينانت حيث أدين حلف اليمين لرتبة ضباط البحرية. |
| 1959  | أول امرأة ضابط بحار في البحرية هيأن دير وترقت إلى ضابط صف بحري قائد قبطان السفينة، وأول امرأة في خدمات القوات المسلحة تترقى إلى اي -9 (9-E). |
| 1961  | اصبحت الملازم الأول شارلين سينسون أول ضابط ملازم للامواج تأمر لأداء الواجب على ظهر السفينة. |
| 1967  | وقع القرار العام 90-130 في القانون اللذي أزال السقوف القانونية عن الترقيات النسائية التي قد ابقتهن بعيدات عن صفوف العامة، ورتبة الواء، وانخفض السقف إلى اثنين بالمئة على قوة الضابط والمجندات النساء في القوات المسلحة. |
| 1972  | أصبحت الين ديريك أول أنثى برتبة أمير لبحار (أميرال) في البحرية. |
| 1973  | قضية فرونتيرو ضدرتشيرد، 411 الولايات المتحدة الأمريكية 677 (عام 1973) حيث أنها كانت قضية المحكمة العليا التاريخية والتي اقرت أن المنافع التي يعطيها الجيش لعائلة الأعضاء الذين يخدمون في الجيش لن تتغير أو أن تعطى بشكل مختلف بسبب جنس العضو. |
| 1974  | أصبحت الملازم الأول برتبة ملازم صغيرباربرآن (ألين) ريني أول امرأة في البحرية تكسب جناحيها في 22 شباط/ فبراير عام 1974 |
| 1974  | تم تكليف أول امرأة من خلال فيلق تدريب ضباط الاحتياط في البحرية. |
| 1976  | أصبحت فران ماكي أول امرأة تحصل على رتبة ضابط ملازم أول برتبة للواء. |
| 1978  | أصبحت جوان جيم بينوم ممرضة البحرية أول امرأة من ذوات البشرة السوداء تترقى إلى رتبة نقيب. |
| 1978  | أصدر القاضي جون سيركا قانون يمنع الأسطول البحري النسائي من السفن الغير قانوينة في حالة أوينز براون في عام 1978.وفي ذلك العام، وافق مجلس الكونغرس بتغيير عنوان المسح الجيوديكي 10 للقسم 6015 وذلك بالسماح للأسطول البحري بتعيين النساء ليستوفي الأحتياج الوضيفي البحري وذلك بدعم السفن الغير حربية. |
| 1979  | أصبحت لين سبريل أول امرأة ملاح جوي في الأسطول البحري التي تحصل على مؤهل الناقل. |
| 1979  | أول امرأة في البحرية مؤهلة كضابط حرب سطح الماء في هذا العام. |
| 1980  | تخرجوا أول النساء من الأكاديمية البحرية حيث كان هنالك 81 امرأة في الحصة الدراسية لعام 1989 في الأكاديمية البحرية و55 منهن متخرجات. وأول امرأة متخرجة هي اليزبيث بيزلير. كما أن جاني مينس أيضا أول امرأة متخرجة من ذوات البشرة السوداء. |
| 1984  | أول متفوقة في الأكاديمية البحرية من الطالبات الإناث هي كريستين هولديرد. |
| 1990  | أول امرأة تتولى منصب قيادة محطة البحرية هي امير البحار (الأميرال) مارشا إيفانز. |
| 1990  | أول امرأة في البحرية تقود سفن الولايات المتحدة (يو اس اس (ARS -41في وقتها هي القائد الملازم دارلين إيسكرا لل). |
| 1991  | وقعت فضيحة تايلهوك والتي تم فيها اتهام الطيارين البحريين (ومشاة البحرية) بالاعتداء الجنسي على 83 امرأة (و7 رجال) في مؤتمر تايلهوك في لاس فيغاس. |
| 1996  | أصبحت باتريشيا تريسي أول امرأة تحصل على رتبة ضابط ثلاثة نجوم نائب أمير البحار (الاميرال) في البحرية. |
| 1998  | أول امرأة تتولى قيادة سفينة قتالية في البحرية في مجلس الإنماء والإعمار مورين هي فارن. |
| 1998  | أول امرأة من أصل إفريقي تترقى إلى رتبة اللواء في البحرية هي ليليان فيشبورن. |
| 2006  | أصبحت كارول بوتينجير أول امرأة تتولى قيادة مجموعة الحملة الهجومية في القوات البحرية. |
| 2010  | أصبحتنورا تايسون أول امرأة تتولى قيادة مجموعة للقنبلة الحاملة الهجومية في البحرية. |
| 2011  | كما أنهت أول مجموعة من أعضاء طاقم الغواصة الأمريكية للنساء مدرسة الطاقة النووية وذكرت رسميا أن على متنها غواصتين لصاروخين بلاستيين وصاروخين موجهين في نوفمبر/ تشرين الثاني لعام 2011. |
| 2012  | أصبحت القائد مونيكا واشنطن ستوكر أول امرأة أميركية من أصول أفريقية تتولى قيادة مدمرة الصواريخ البحرية. |
| 2012  | أقلعت خمسة طائرات من طائرات " تايقر تلس " من أسطول لأنذارالمبكرالمحمول جوا للقنبلة الحاملة من واحد اثنان خمسة (العنف ضد المرأة VAW -125)، الصاعد على متن الباخرة الحاملة لطائرات نيميتز فئة سفينة الولايات المتحدة كارل فينسون (CVN 70) كجزء من الناقل الجوي للجناح سبعة عشر (CVW -17)، الذي طار محقق انجازا ورحلة تاريخية في يوم 25 يناير/ كانون الثاني وذلك عندما شاركوا الأناث في أول مهمة قتالية وهي مهمة E- 2C هوك للبحرية. |
| 2012  | وفي 22 يونيو/ حزيران 2012 , أصبحت سفينة ولاية أوهايوالأمم المتحدة المستندة إلى البحار (SSGN 726) أول امرأة ضابط أمدادات مؤهلة في الغواصات الأمريكية. وتلقت الملازم بريتا كرستيانسون من طاقم الذهب في ولاية أوهايو فيلق أمدادات الغواصة " الدلافين " من نقيب قائد طاقم الذهب.و هو القائد رودني ميلز وذلك خلال مراسم قصيرة في حوض بناء السفن ومرفق الصيانة المتوسطة في بوجيه ساوند البحرية (الحزب السوري القومي الأجتماعي وصندوق النقد الدولي). |
| 2012  | وفي 5 ديسمبر/كانون الأول عام 2012, أصبحت ثلاثة بحارة مخصصة لسفينة ولاية ماين للامم المتحدة (SSBN 741) ويو اس اس وايومنغ (SSBN 742) أول امرأة تحصل على رتبة ملازم أول غير مقيد مؤهل في الغواصات الأمريكية.[27] كما تلقى كلا من الملازم الأول الأصغر مرتبة ماركيت يفيك، وهي مواطنة من فورت كولينز من كولورادو، المخصصة لطاقم الذهب في ايومنغ، والملازم الأول الأصغر مرتبة أمبر كوان وو الملازم الأول الأصغر مرتبة جنيفر نونان وهي مواطنة من شيتويت أم أي تدريب في [ جامعة كورنيل لتدريب ضباط الاحتياط ] ، كما تلقى كلا من الطاقم الأزرق لولاية ماين غواصتهم (الدلافين) خلال احتفالات منفصلة في قاعدة الغوصات البحرية لخليج الملوك، وجورجيا، والقاعدة البحرية كيتساب-بانجور، وواش. |
| 2012  | أول قائدة أنثى لأحتياطي البحرية هي روبن براون، وهي أول امرأة تقود أي قطعة إلكترونية الاحتياطي الجيش. |
| 2014  | ميشيل جيه هوارد هي أول امرأة أميرال من فئة الأربع نجوم في البحرية. |
| 2014  | ففي يوليو عام 2014, أصبحت سلاح مشاة البحرية الكابتن كاتي هيغنز أول أنثى طيار تنضم إلى الملائكة الزرقاء، وسرب كتيبة الطيران البحري.وهي منقادة للفريق KC-130 هيركوليز لدعم الطائرات " فات البرت". |
| 2015  | تم تجنيد نورا تايسون وهي قائد للأسطول الثالث في سلاح البحرية، مما يجعلها أول امرأة تتولى قيادة أسطول السفن البحرية. |
| 2015  | تولت شيريل هانسن وهي أول أنثى قائد مركز كتيبة البناء البحري في جولفبورت، ميسيسيبي. |
| 2015  | وفي ديسمبر/ كانون الأول 2015, صرح وزير الدفاع أش كارتر بأن جميع الوظائف القتالية سوف تبدأ بفتح الباب لأستقبال النساء في هذه الوظائف في عام 2016. |
| 2016  | وفي مارس/ أذار عام 2016, أعتمد أِش كارتر الخطط النهائية لفروع الخدمة العسكرية. وقيادة العمليات الخاصة للولايات المتحدة وذلك بفتح جميع الوظائف القتالية للنساء وواعطاء الأذن للجيش لبدء أدخال الجنود الأناث المقاتلات "على الفور." |

## المهن
النساء مؤهلات حاليا للخدمة في جميع تصنيفات البحرية. ففي عام 2013 , أزال ليون بانيتا حظرالجيش الولايات المتحدة على خدمة النساء في القتال، وذلك انقلاب على قانون منع تعيين النساء في وحدات القتال الأرضية الصغيرة الذي اصدر عام 1994. اعطى بانيتا قرار للخدمات العسكرية الأمريكية حتى يناير/ كانون الثاني عام 2016 للحصول على استثناءات خاصة إذا كانوا يعتقدون أن أي من المواقع يجب أن تبقى مغلقة عن النساء. وأستمرت الخدمات حتى مايو/ أيار 2013 لوضع خطة لفتح جميع الوحدات للنساء ومدة تنفيذ القرار على أرض الواقع هي حتى نهاية 2015. وفي ديسمبر / كانون الأول 2015, صرح وزير الدفاع أش كارتر بأن جميع الوظائف القتالية سوف تبدأ بفتح الباب لأستقبال النساء في هذه الوظائف في عام 2016.
كما أن من قررالسياسة السابقة مجلس الكونغرس ووزير الدفاع والتي سرت منذ 1 أكتوبر/ تشرين الأول عام 1994 حيث تم استبعاد النساء من منازل القتال الأرضية المباشرة في الجيش، وذكروا أيضا:
"أن أعضاء الخدمة الذين يحق لهم التأهل لكل المراكز هم القادرين على العمل والجديرين به، بأستثناء انه تم استبعاد النساء من مهمة الوحدات التي أقل من مستوى اللواء ومهمتهم الرئيسية هي الانخراط في القتال المباشر على الأرض كماهو معرف بالأسفل."المعارك الأرضية المباشر وهي محاربة العدو على الأرض بأسلحة الخدمة فرديا أو على شكل مجموعات (الطاقم) خلال ذلك يتم التعرض لنيران العدو وأحتمال عالي من الأشتباك وللأتصال الجسدي المباشر مع أفراد قوات العدو. يحدث القتال المباشر الي الأمام في أرض المعركة بينما يتم تحديد وأغلاق مواقع العدو لهزمه وذلك بأطلاق النار عليهم أو المناورات معهم أو تأثير الصدمة عليهم تسبب هزيمتهم." مع ذلك فأنه يتم تشجيع النساء المؤهلات والطموحات للتحقيق في مجالات الغطاس البحري والتخلص من الذخائر المتفجرة (EOD).

## الزي
- الزي الرسمي المعتمد للحوامل هو زي الأزمي لجميع النساء الحوامل الأتي يخدمن في البحرية عندما لا يناسبهن الزي الرسمي المعتاد.

## معايير التبرج
- الشعر: تعتبر البحرية أن تسريحة الشعر لا يجب أن تكون «متعددة الألوان بشكل شنيع» أو «مسايرة • للموضة» بالطريقة التي تشتمل على حلق أجزاء من فروة الرأس (فضلا عن خط العنق), أو الحصول على قصة شعر مصممة أو تضفير الشعر. حيث يجب أن تبدو صبغة الشعر طبيعية ومكملة لمظهر الشخص. يجب أيضا أن يبدو المظهر متوازن من حيث قصات الشعروتسريحاته. بالإضافة الي أنه غير مسموح بالمظهر المنحرف والغير متناسق بشدة. وغير مسموح بتسريحة ذيل الحصان وضفيرة الشعر التي تتدلى من مؤخرة الرأس والشعر المتدلي من على مساحات فردية واسعة في الرأس، والضفائر التي تبرز من الرأس. غير أنه مسموح بالضفائر المتعددة.ويجب أن تحافظ وتتفق تسريحات الشعر على شكل ضفيرة مع المبادئ المدرجة في هذه الوثيقة. وعندما يتم تصفيف الشعر على شكل ضفيرة أو ضفائر متعددة يجب أن تكون أبعاد الضفائر على البعد الموحد، وتكون صغيرة القطر (قطرها يساوي تقريبا 1/4 بوصة), ومجدولة بأتقان لتبدو أنيقة، ومهنية، وليبدو المظهر مهندم. لا يجب أن يكون الشعر مضفور بإضافة المواد الأجنبية له (مثل الخرز، وعناصر الزينة). ويمكن تضفير الشعر القصير للأمام بشكل متناسق على شكل صفوف إلى الوراء (تسريحة الشعر الأفريقية) وهي تسريحة تقلل من إظهار فروة الرأس. حيث لا يجب أن تكون نهايات تسريحة الشعر الأفريقة بارزة من الرأس ويجب أن تكون مثبتة فقط بالأربطة المطاطية الغير واضحة والتي تتطابق مع لون الشعر.و يجب أن يحكم على ملاءمة تسريحة الشعر بناء على مظهرة عندما يرتدي القبعة أو غطاء الرأس. ويجب أن تناسب جميع القبعات حول الجزء الأكبر من الرأس من دون فرغات إضافية ومفرطة حيث تكون القبعة مناسبة بشكل مريح. ولا يجب أظهار الشعر من أسفل مقدمة حافة القبعات سواء القبعة العسكرية للبحرية أو القبعات الحامية أو قبعات البحرية التي تشبة قبعات لاعبي البيسبول.و تمنع تسريحات الشعر التي تمنع من ارتداء القبعات كالطريقة المذكورة بالأعلى أو التي تتداخل مع ارتداء الأقنعة الواقية أو المعدات. وقد يتلامس الشعر مع الحافة أسفل اللياقة من الخلف ولكن لا يسقط أسفل مستوى الخط الأفقي لها عند أرتداء الزي الرسمي.
- مستحضرات التجميل: تفضل البحرية أن يتم أستخدام مستحضرات التجميل بشكل مناسب بحيث يتم دمج الألوان مع لون البشرة الطبيعي بحيث تعزز المميزات الطبيعية للبشرة. وغير مصرح بأساليب المكياج المبالغ بها أو التي تتبع الموضة حيث لا يجب أستخدامها. أيضا يجب توخي الحذر وتجنب الظهور بالمظهر الاصطناعي. ويجب أن تكون ألوان أحمر الشفاة محافظة ومكملة للمظهر الشخص. ولا يجب استخدام الرموش الاصطناعية الطويلة عند ارتداء الزي العسكري.
- الوشم : تنص سياسة البحرية على ان أي وشم / رسم على الجسم / علامة تبدو فاحشة أو جنسية جلية أو تحث على التمييز من أي نوع محظورة ويمنع أي وشم / رسم على الجسم / علامة تكون على الرأس، أو الوجة، أو الرقبة، أو فروة الرأس. والوشم /الرسم على الجسم / العلامة الفردية التي تظهر عند ارتداء قميص الزي الرسمي قصيرالأكمام حيث لا يجب أن يكون الوشم أكبر من حجم يد المرتدي وأصابعه الطويلة مقرونة بقاعدة الأبهام الملامسة لسبابة.
- المجوهرات : المجوهرات المحافظة مصرح بها لجميع الأفراد ويجب أن تكون ملاءمة وتدل على الذوق الراقِ وذلك عند ارتداء الزي الرسمي. لا يسمح بالمجوهرات غريبة الأطوار أو التي تتبع الموضة المؤقتة. ولا يجب أن تعرض المجوهرات سلامة الشخص للخطر أو تلحق الضرر بجسمه. ويجب ارتداء المجوهرات بناء على التعليمات المدرجة بالأسفل.

-  أقراط الأذن : أقراط الأذن للنساء عنصر اختياري وليس مطلوب منهن لبسها. عند ارتداء الأقراط يجب أن تكون مستديرة بحجم 4-6 مليميتر (اللون الذهبي للضباط/ رؤساء ضابط الصف البحري والون الفضي لرتبة الضابط غير المكلف والرتب الأدني) وتكون أيضا مصقولة بطريقة ملاءمة، أو ذات لون أسود مطفي، أو مشدودة باللولوب (أو الصمولة) أو أي نوع أخر.
- الخواتم: من المسموح ارتداء خاتم (1) في اليد وذلك بالأضافة إلى خاتم الزواج أو الخطوبة عند ارتداء الزي الرسمي. ولا يسمح بأرتداء الخواتم على الأبهام.
- القلائد : يمكن ارتداء قلادة (1) عند ارتداء الزي الرسمي ولا يجب أن تكون مرئية.
- الأساور : يمكن ارتداء أسوارة (1) في كل يد عند ارتداء الزي الرسمي. وغير مسموح بأرتداء أساور الكاحل (الخلخال) عند ارتداء الزي الرسمي.

- الأظافر: لا يجب أن يتعدى طول الأظافر 1/4بوصة خلف نهاية الأصبع.و يجب أن تبقى الأظافر نظيفة.ومن الممكن السماح ببعض ألوان طلاء الأظافر ولكن الألوان يجب أن تكون محافظة ومكملة للون البشرة وجلد.

## معايير الصحة واللياقة البدنية
يجرى تقييم اللياقة البدنية مرتين سنوياً لجميع البحارة، ويشتمل التقييم على مايلي:
- تقييم تكوين الجسم (BCA). ويتم تقييم تكوين الجسم عن طريق:

- الفحص الأولي للوزن والطول
-  تقنية قياس المحيط لتقدير نسبة الدهون بالجسم التي اقرتها البحرية. 
 

 

 

 
يشتمل اختبارالجاهزية البدني (PRT) على معايير مختلفة للبحارة الذكور والإناث. اختبار الجاهزية البدني (PRT) هو عبارة عن سلسلة من الأنشطة البدنية مصممة لتقييم العوامل التي تمكن أعضاء البحرية من الأداء جسديا. تشتمل عوامل تقييم الأختبار على :
- القوة العضلية والتحمل عن طريق:

1. تمارين كورل أبز (للبطن). 
2. تمارين الضغط وهذه التمارين تمتد على معدتك وترفع وترخي جسمك مع تسوية وثني ذراعيك. 

-  تمارين القدرة الهوائية عن طريق:

1. المشي/ أو الركض 1.5- ميل أو
2. السباحة لمسافة 500 - ياردة أو 450- متر.

معايير تقييم اللياقة البدنية (فقط برامج نيو ساوث ويلز / المكتب الوطني للإحصاء):
- تتكون معايير اللياقة البدنية من (5) تمارين :

1. السباحة ل500 ياردة (باستخدام التجديف الجانبي أو السباحة على الصدر).
2. تمارين الدفع (التمرن لمدة أكثر عدد ممكن في 2 دقيقتين).
3. تمارين الجلوس (التمرن لمدة أكثرعدد ممكن في 2 دقيقتين).
4. تمارين العقلة (التمرن لمدة أكثر عدد ممكن، لا حدود للوقت).
5. الركض ل 1و 1/2 ميل.

## الحياة الأسرية للبحرية

### المنافع
كانت قضية فرونتيرو ضد رتشيرد، 411 الولايات المتحدة الأمريكية، 677 (عام 1973) كانت قضية المحكمة العليا التاريخية والتي اقرت أن المنافع التي يعطيها الجيش لعائلة الأعضاء الذين يخدمون في الجيش لن تتغير أو لن تعطي بشكل مختلف بسبب جنس العضو.

## أمراء البحار (اميرال)
أصبحتالين ديريك أول أنثى برتبة أمير لبحار (أميرال) في البحرية وذلك في عام 1972. وفي عام 2014 أصبحتميشيل جيه هوارد أول امرأة أميرال من فئة الأربع نجوم في البحرية. 

## انظر آيضا
- Timeline of women in warfare in Colonial America
- Timeline of women in warfare in the United States before 1900
- Timeline of women in warfare in the United States from 1900 to 1949
- Timeline of women in warfare in the United States from 1950 to 1999
- Timeline of women in warfare in the United States since 2000
- United States Navy Nurse Corps
- United States Marine Corps Women's Reserve
- WAVES

## للاطلاع على المزيد
- Godson، Susan H. (2001). Serving Proudly: A History of Women in the U.S. Navy. Annapolis, MD: Naval Institute Press. ISBN:1-55750-317-6.
- Ebbert، Jean and Marie-Beth Hall (1999). Crossed Currents: Navy Women in a Century of Change [Third Edition, Revised and Updated]. Washington, D.C.: Brassey's. ISBN:978-1-57488-193-6.
- Ebbert، Jean and Marie-Beth Hall (2002). The First, the Few, the Forgotten: Navy and Marine Corps Women in World War I. Annapolis, MD: The Naval Institute Press. ISBN:1-55750-203-X.
- Sterner، Doris M. (1997). In and Out of Harm's Way: A history of the U.S. Navy Nurse Corps. Seattle, WA: Peanut Butter Publishing. ISBN:0-89716-706-6. مؤرشف من الأصل في 2021-03-07.
- Hancock، Joy Bright Captain, U.S. Navy (Retired) (1972). Lady in the Navy: A Personal Reminiscence. Annapolis, MD: Naval Institute Press. ISBN:0-87021-336-9. مؤرشف من الأصل في 2021-03-08.{{استشهاد بكتاب}}:  صيانة الاستشهاد: أسماء متعددة: قائمة المؤلفين (link)
- Collins، Winifred Quick Captain, U.S. Navy (Retired)؛ Levine، Herbert (1997). More Than A Uniform: A Navy Woman in a Navy Man's World. Denton, TX: University of North Texas Press. ISBN:1-57441-022-9.{{استشهاد بكتاب}}:  صيانة الاستشهاد: أسماء متعددة: قائمة المؤلفين (link)
- Holm، Jeanne Maj Gen, USAF (Ret) (1972). Women in the Military: An Unfinished Revolution [Revised Edition]. Novato, CA: Presidio Press. ISBN:0891414509.{{استشهاد بكتاب}}:  صيانة الاستشهاد: أسماء متعددة: قائمة المؤلفين (link)
- Zimmerman، Jean (1995). Tailspin:  Women at War in the Wake of Tailhook. New York: Doubleday. ISBN:0-385-47789-9. مؤرشف من الأصل في 2021-03-08.

## روابط خارجية
- Women in the Navy, a bibliography compiled in 1998 by Diana Simpson, Bibliographer, Air University Library, Maxwell AFB.
- Women in the U.S. Navy: Bibliography and Sources from the Naval Historical Center.
- 30 YEARS OF WOMEN AT USNA, selected bibliography of resources available in the Naval Academy's Nimitz Library.
- Bibliography on women in the military from the Women in Military Service for America (WIMSA) Memorial

## الفهارس
- Office of Women's Policy (N134W) Bureau of Naval Personnel
- Sea Services Leadership Association supporting motivated Sea Service officers since 1978. (Formerly Women Officers Professional Association.)
- Women in the Navy Flickr Images
- Navy For Moms Community